# Друга лінія (метрополітен Торонто)
Друга лінія (метрополітен Торонто) також відома як Лінія Блур-Денфорт (англ. Line 2 Bloor–Danforth) — одна з ліній метрополітену в місті Торонто, провінція Онтаріо, Канада.

## Історія
Практично одразу після відкриття першої лінії метрополітену Торонто у 1954 році, почалися розмови про будівництво другої лінії. Остаточно проект нової лінії був затверджений наприкінці 1958 року та незабаром розпочалося будівництво. Початкова дільниця лінії «Кїл»-«Вудбайн» відкрита у 1966 році складалася з 20 станцій. Приблизно за два роки лінія була розширена в обох напрямках; в західному напрямку на 6 станцій та в східному на 3 станції. Наступне розширення лінії сталося у 1980 році, були відкриті сучасні західна кінцева станція «Кіплінг» та східна «Кеннеді», після цього розвиток лінії надовго припинився.

## Лінія
Маршрут лінії проходить із заходу на схід через центр міста, на трьох центральних станціях можливо здійснити пересадку на першу лінію. Інтервал руху потягів на лінії починається від 2 — 3 хвилин у годину пік, у міжпікові години збільшується до 4 — 5 хвилин. Вночі, коли метрополітен не працює, на маршруті лінії курсують нічні автобуси.

## Станції
Більшість станції на лінії підземні та мають берегові платформи. Всі станції побудовані однотипними, без якихось архітектурних прикрас. Станції з заходу на північний схід.
| Друга лінія       |                   |             |                                                                          |                                        |                   |        |
| Назва українською | Назва англійською | Пересадка   | Координати                                                               | Тип                                    | Дата відкриття    | Вигляд |
| «Кіплінг»         | «Kipling»         |             | 43°38′14″ пн. ш. 79°32′10″ зх. д. / 43.63722° пн. ш. 79.53611° зх. д.    | Наземна, крита з острівною платформою  | 21 листопада 1980 |        |
| «Ізлінгтон»       | «Islington»       |             | 43°38′43″ пн. ш. 79°31′28″ зх. д. / 43.64528° пн. ш. 79.52444° зх. д.    | Підземна з острівною платформою        | 10 травня 1968    |        |
| «Роял Йорк»       | «Royal York»      |             | 43°38′53″ пн. ш. 79°30′41″ зх. д. / 43.64806° пн. ш. 79.51139° зх. д.    | Підземна з береговими платформами      | 10 травня 1968    |        |
| «Олд-Мілл»        | «Old Mill»        |             | 43°39′00″ пн. ш. 79°29′41″ зх. д. / 43.65000° пн. ш. 79.49472° зх. д.    | Напівпідземна з береговими платформами | 10 травня 1968    |        |
| «Джейн»           | «Jane»            |             | 43°38′59.7″ пн. ш. 79°29′02″ зх. д. / 43.649917° пн. ш. 79.48389° зх. д. | Підземна з береговими платформами      | 10 травня 1968    |        |
| «Раннімід»        | «Runnymede»       |             | 43°39′06″ пн. ш. 79°28′33″ зх. д. / 43.65167° пн. ш. 79.47583° зх. д.    | Підземна з береговими платформами      | 10 травня 1968    |        |
| «Гай парк»        | «High Park»       |             | 43°39′14″ пн. ш. 79°28′00″ зх. д. / 43.65389° пн. ш. 79.46667° зх. д.    | Напівпідземна з береговими платформами | 10 травня 1968    |        |
| «Кіл»             | «Keele»           |             | 43°39′20″ пн. ш. 79°27′35″ зх. д. / 43.65556° пн. ш. 79.45972° зх. д.    | Напівпідземна з береговими платформами | 26 лютого 1966    |        |
| «Дандас Вест»     | «Dundas West»     |             | 43°39′25″ пн. ш. 79°27′10″ зх. д. / 43.65694° пн. ш. 79.45278° зх. д.    | Підземна з береговими платформами      | 26 лютого 1966    |        |
| «Ленсдаун»        | «Lansdowne»       |             | 43°39′33″ пн. ш. 79°26′34″ зх. д. / 43.65917° пн. ш. 79.44278° зх. д.    | Підземна з береговими платформами      | 26 лютого 1966    |        |
| «Дафферін»        | «Dufferin»        |             | 43°39′36″ пн. ш. 79°26′08″ зх. д. / 43.66000° пн. ш. 79.43556° зх. д.    | Підземна з береговими платформами      | 26 лютого 1966    |        |
| «Оссінґтон»       | «Ossington»       |             | 43°39′44″ пн. ш. 79°25′36″ зх. д. / 43.66222° пн. ш. 79.42667° зх. д.    | Підземна з береговими платформами      | 26 лютого 1966    |        |
| «Крісті»          | «Christie»        |             | 43°39′51″ пн. ш. 79°25′06″ зх. д. / 43.66417° пн. ш. 79.41833° зх. д.    | Підземна з береговими платформами      | 26 лютого 1966    |        |
| «Батерст»         | «Bathurst»        |             | 43°39′58″ пн. ш. 79°24′40″ зх. д. / 43.66611° пн. ш. 79.41111° зх. д.    | Підземна з береговими платформами      | 26 лютого 1966    |        |
| «Спадайна»        | «Spadina»         | Перша лінія | 43°40′02″ пн. ш. 79°24′14″ зх. д. / 43.66722° пн. ш. 79.40389° зх. д.    | Підземна з береговими платформами      | 26 лютого 1966    |        |
| «Сент-Джордж»     | «St. George»      | Перша лінія | 43°40′05″ пн. ш. 79°23′59″ зх. д. / 43.66806° пн. ш. 79.39972° зх. д.    | Підземна з острівною платформою        | 26 лютого 1966    |        |
| «Бей»             | «Bay»             |             | 43°40′13″ пн. ш. 79°23′24″ зх. д. / 43.67028° пн. ш. 79.39000° зх. д.    | Підземна з острівною платформою        | 26 лютого 1966    |        |
| «Блур-Янґ»        | «Bloor–Yonge»     | Перша лінія | 43°40′16″ пн. ш. 79°23′09″ зх. д. / 43.67111° пн. ш. 79.38583° зх. д.    | Підземна з острівною платформою        | 26 лютого 1966    |        |
| «Шерборн»         | «Sherbourne»      |             | 43°40′20″ пн. ш. 79°22′35″ зх. д. / 43.67222° пн. ш. 79.37639° зх. д.    | Підземна з береговими платформами      | 26 лютого 1966    |        |
| «Кесл Франк»      | «Castle Frank»    |             | 43°40′25″ пн. ш. 79°22′08″ зх. д. / 43.67361° пн. ш. 79.36889° зх. д.    | Підземна з береговими платформами      | 26 лютого 1966    |        |
| «Бродв'ю»         | «Broadview»       |             | 43°40′37″ пн. ш. 79°21′30″ зх. д. / 43.67694° пн. ш. 79.35833° зх. д.    |                                        | 26 лютого 1966    |        |
| «Честер»          | «Chester»         |             | 43°40′42″ пн. ш. 79°21′09″ зх. д. / 43.67833° пн. ш. 79.35250° зх. д.    | Підземна з береговими платформами      | 26 лютого 1966    |        |
| «Пейп»            | «Pape»            |             | 43°40′48″ пн. ш. 79°20′42″ зх. д. / 43.68000° пн. ш. 79.34500° зх. д.    | Підземна з береговими платформами      | 26 лютого 1966    |        |
| «Донлендс»        | «Donlands»        |             | 43°40′52″ пн. ш. 79°20′16″ зх. д. / 43.68111° пн. ш. 79.33778° зх. д.    | Підземна з береговими платформами      | 26 лютого 1966    |        |
| «Ґрінвуд»         | «Greenwood»       |             | 43°40′57″ пн. ш. 79°19′49″ зх. д. / 43.68250° пн. ш. 79.33028° зх. д.    | Підземна з береговими платформами      | 26 лютого 1966    |        |
| «Коксвелл»        | «Coxwell»         |             | 43°41′03″ пн. ш. 79°19′23″ зх. д. / 43.68417° пн. ш. 79.32306° зх. д.    | Підземна з береговими платформами      | 26 лютого 1966    |        |
| «Вудбайн»         | «Woodbine»        |             | 43°41′11″ пн. ш. 79°18′46″ зх. д. / 43.68639° пн. ш. 79.31278° зх. д.    | Підземна з береговими платформами      | 26 лютого 1966    |        |
| «Мейн-стріт»      | «Main Street»     |             | 43°41′20.5″ пн. ш. 79°18′06″ зх. д. / 43.689028° пн. ш. 79.30167° зх. д. | Підземна з береговими платформами      | 10 травня 1968    |        |
| «Вікторія-Парк»   | «Victoria Park»   |             | 43°41′42″ пн. ш. 79°17′19″ зх. д. / 43.69500° пн. ш. 79.28861° зх. д.    | Естакадна з береговими платформами     | 10 травня 1968    |        |
| «Ворден»          | «Warden»          |             | 43°42′41″ пн. ш. 79°16′47″ зх. д. / 43.71139° пн. ш. 79.27972° зх. д.    | Естакадна з острівною платформою       | 10 травня 1968    |        |
| «Кеннеді»         | «Kennedy»         | Третя лінія | 43°43′57″ пн. ш. 79°15′49″ зх. д. / 43.73250° пн. ш. 79.26361° зх. д.    | Підземна з острівною платформою        | 21 листопада 1980 |        |

## Розвиток
Проектується розширення лінії на схід, нова дільниця повинна замінити собою існуючу Третю лінію. Відкрита у 1985 році Третя лінія побудована у вигляді легкого метро та зараз потребує суттєвої реконструкції. Також через різний тип вагонів та різну ширину колії на лініях, пасажирам доводиться здійснювати пересадку з потягів легкого метро на потяги метрополітену на станції «Кеннеді», що створює додаткові незручності. Тому було прийняте рішення ліквідувати третю лінію, а замість неї до 2026 року побудувати нову підземну дільницю другої лінії.

## Галерея

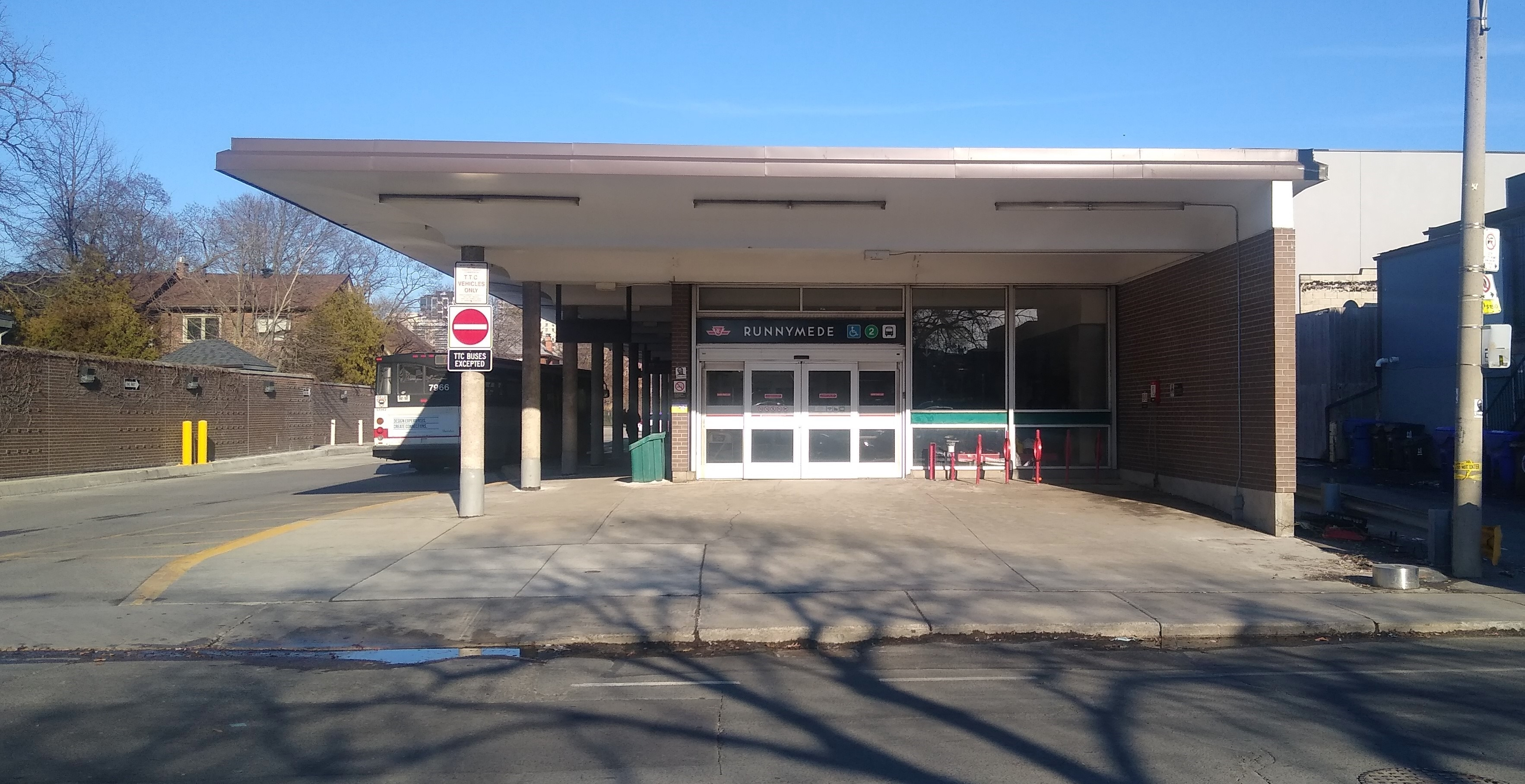
Вихід зі станції «Раннімід»
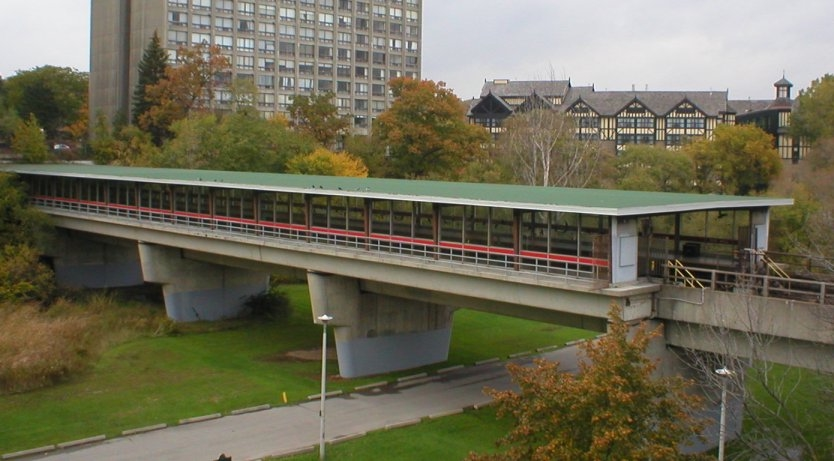
Естакадна частина напівпідземної станції «Олд-Мілл»